# Яльмар Андерсен
Яльмар Андерсен (норв. Hjalmar Andersen; 12 березня 1923, Рьодьой — 27 березня 2013, Осло) — норвезький ковзаняр і велогонщик, олімпійський чемпіон з 1952 року.

## Біографія
Народився 12 березня 1923 року на острові Рьодьой (Норвегія). Виріс у робітничому передмісті Тронгейму.
У 1948 році був включений в олімпійську команду Норвегії для участі в Зимових Олімпійських іграх 1948 року в Санкт-Моріці. Стартував на дистанції 10 000 метрів, але, через поганий стан льоду не закінчив дистанцію. Впродовж 1950—1952 років став найсильнішим ковзанярем світу: по три рази вигравав чемпіонати світу і Європи в багатоборстві. У 1949 і 1954 рокахі він був срібним призером чемпіонатів Європи в багатоборстві. У 1950—1952 роках та у 1954 році був чемпіоном Норвегії в багатоборстві; у 1949 і 1956 роках — бронзовим призером чемпіонатів Норвегії.
У 1952 році на Зимових Олімпійських іграх в Осло Андерсен золоті медалі на трьох дистанціях: 1 500, 5 000 і 10 000 метрів. Після змаганнь оголосив про закінчення своєї ковзанярський кар'єри, але, через два роки, в 1954 році, знову вийшов на доріжку. У 1954 році в Давосі став чемпіоном Європи на дистанціях 5 000 і 10 000 метрів.
На Зимових Олімпійських іграх 1956 року в Кортіна-д'Ампеццо зайняв шосте місце на дистанції 10 000 метрів і одинадцяте на 5 000 метрів.
Помер в Осло 27 березня 2013 року.

## Спортивні досягнення
Світові рекорди
- 10 000 метрів — 16:57,40  (6 лютого 1949, Давос);
- 5 000 метрів — 8:07,30 (13 січня 1951, Тронгейм);
- 10000 метрів — 16:51,40 (27 січня 1952, Гйовік);
- 10000 метрів — 16:32,60 (10 лютого 1952, Гамар).

Кращі результати
- 500 метрів - 43,70 (1951);
- 1 000 метрів - 1:30,60 (1954);
- 1 500 метрів - 2:16,40 (1949);
- 3 000 метрів - 4: 49,60 (1954);
- 5 000 метрів - 8:06,50 (1956);
- 10 000 метрів - 16:32,60 (1952).

Олімпійські нагороди (ковзанярський спорт, чоловіки)
- Золото (Осло 1952 1 500 метрів);
- Золото (Осло 1952 5 000 метрів);
- Золото (Осло 1952 10 000 метрів).